# Тайните на Киетуд
„Тайните на Киетуд“ (на испански: La Quietud) е аржентински филм от 2018 година, драма на режисьора Пабло Траперо по негов собствен сценарий.
В центъра на сюжета е жена, която след продължително отсъствие се връща в родния си дом при своите майка и сестра, при което трите се изправят пред болезнени спомени за деспотичния баща, свързан някога с военния режим в страната. Главните роли се изпълняват от Мартина Гусман, Беренис Бежо и Грасиела Борхес.